# Aldo Fiorelli
Pour les articles homonymes, voir Fiorelli.
Aldo Fiorelli, né le 8 mai 1915 à Calenzano dans la province de Florence et mort le 4 octobre 1983 à Rome, est un acteur italien,,.

## Biographie
Après avoir obtenu son diplôme d'acteur au Centro sperimentale di cinematografia en 1937, il fait ses débuts au cinéma dans La vedova (it), réalisé par Goffredo Alessandrini.
Au cours de ses vingt ans de carrière, il joue dans une trentaine de films. Il est dirigé à plusieurs reprises par Pietro Francisci en tant que protagoniste, notamment dans Noël au camp 119 (1947), Saint Antoine de Padoue (1949) et Le Prince esclave (1952). Dans l'après-guerre, cependant, ses apparitions deviennent néanmoins de plus en plus sporadiques, se traduisant par des rôles de second ordre ou des rôles de genre. Ses dernières interprétations, à la fin des années 1950, ont eu lieu dans des péplums, tels que Les Travaux d'Hercule (1958) et Sapho, Vénus de Lesbos (1960).

## Filmographie

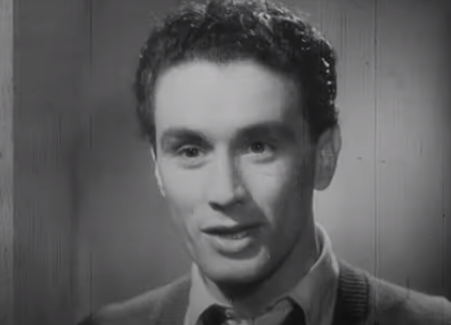
Aldo Fiorelli dans ' (1941).

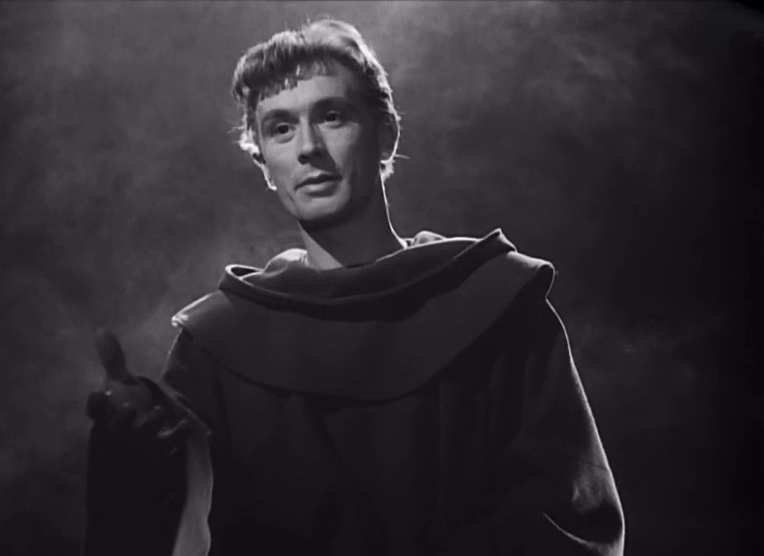
Aldo Fiorelli dans Saint Antoine de Padoue (1949).

- 1939 : La vedova (it) de Goffredo Alessandrini
- 1939 : La voce senza volto (it) de Gennaro Righelli
- 1939 : Processo e morte di Socrate (it) de Corrado D'Errico
- 1940 : Battements de cœur (Batticuore) de Mario Camerini
- 1940 : Manovre d'amore de Gennaro Righelli
- 1940 : L'ebbrezza del cielo (it) de Giorgio Ferroni
- 1940 : Il conte di Bréchard de Mario Bonnard
- 1940 : Les Cadets de l'Alcazar (L'assedio dell'Alcazar) d'Augusto Genina
- 1940 : Adieu Jeunesse ! (Addio, giovinezza!) de Ferdinando Maria Poggioli
- 1941 : Luna di miele de Giacomo Gentilomo
- 1941 : L'orizzonte dipinto (it) de Guido Salvini
- 1942 : Margherita fra i tre (it) d'Ivo Perilli
- 1942 : Oro nero d'Enrico Guazzoni
- 1943 : Incontri di notte (it) de Nunzio Malasomma
- 1943 : L'usuraio (it) de Harry Hasso (de)
- 1944 : Tre ragazze cercano marito (it) de Duilio Coletti
- 1945 : Vivere ancora (it) de Francesco De Robertis
- 1947 : Noël au camp 119 (Natale al campo 119) de Pietro Francisci
- 1949 : La figlia del peccato (it) d'Armando Grottini
- 1949 : Saint Antoine de Padoue (Antonio di Padova) de Pietro Francisci
- 1949 : Napoli eterna canzone (it) de Silvio Siano
- 1950 : Les Mousquetaires de la mer (Cuori sul mare) de Giorgio Bianchi
- 1952 : La Reine de Saba (La regina di Saba) de Pietro Francisci
- 1952 : Le Prince esclave (Le meravigliose avventure di Guerrin Meschino) de Pietro Francisci
- 1952 : Drame sur le Tibre (it) (Dramma sul Tevere) de Tanio Boccia
- 1953 : Anna perdonami (it) de Tanio Boccia
- 1953 : Le Sac de Rome (Il sacco di Roma) de Ferruccio Cerio
- 1954 : Cardinal Lambertini (Il cardinale Lambertini) de Giorgio Pàstina
- 1954 : L'Hôtel du rendez-vous (Tua per la vita) de Sergio Grieco
- 1958 : Les Travaux d'Hercule de Pietro Francisci
- 1959 : Hercule et la Reine de Lydie de Pietro Francisci
- 1960 : Sapho, Vénus de Lesbos  de Pietro Francisci